# Dragan Bošković
Dragan Bošković (in serbo Драган Бошковић?; Berane, 27 dicembre 1985) è un ex calciatore montenegrino, di ruolo centrocampista o attaccante.

## Palmarès

### Club
- Campionato montenegrino: 1

Budućnost: 2011-2012
- Coppa del Montenegro: 1

Budućnost: 2012-2013
- Coppa della Thailandia: 1

Port: 2019

### Individuale
- Migliore calciatore del campionato montenegrino: 1

2011
- Capocannoniere della Thai League: 1

2017 (38 gol)